# Велика Шишівка
Вели́ка Шиші́вка — село Шахтарської міської громади Горлівського району Донецької області, Україна. Населення становить 719 осіб.

## Загальні відомості
Відстань до райцентру становить близько 12 км і проходить автошляхом Т 0517. Через село протікає річка Велика Шишівка, яка бере початок на північному заході від села.
Землі села межують із територією с. Мала Шишівка Амвросіївського району Донецької області.
Унаслідок російської військової агресії із серпня 2014 р. Велика Шишівка перебуває на тимчасово окупованій території.

## Населення
Згідно з переписом УРСР 1989 року чисельність наявного населення села становила 807 осіб, з яких 395 чоловіків та 412 жінок.
За переписом населення України 2001 року в селі мешкало 714 осіб.

### Мова
Розподіл населення за рідною мовою за даними перепису 2001 року:
| Мова       | Відсоток |
| ---------- | -------- |
| українська | 68,71 %  |
| російська  | 30,04 %  |
| молдовська | 0,28 %   |
| білоруська | 0,14 %   |
| інші       | 0,83 %   |